# Reza Abedini
Reza Abedini, né en 1967 à Téhéran en Iran est un graphiste iranien. Il est graphiste indépendant et travaille essentiellement pour les milieux culturels de Téhéran (théâtre, cinéma, revues, artistes). Il est membre de l'Alliance graphique internationale et enseignant en design graphique à l'université de Téhéran depuis 1996.

## Biographie
Adolescent, la sensibilité artistique de Reza Abedini est repérée par l'un de ses professeurs qui le fait son assistant dans plusieurs projets d'arts. Il étudie la peinture et l'imprimerie, mais les demandes croissantes en graphisme le pousse à s'y mettre. Il sort diplômé de la faculté des Beaux-Arts de l'Université de Téhéran en 1992. Lors de ses études, un cours d'archéologie lui permett de véritablement découvrir la richesse architecturale de son pays.
En 2003, son nom figure dans la liste des 100 graphistes importants dressée par Phaidon.
Son travail a été récompensé de très nombreuses fois, notamment pour la meilleure affiche de film en Iran, ou au festival d’affiches de Chaumont. Il a reçu également des prix lors de biennales du poster au Mexique, en Iran, à Hong Kong...

## Style
Ses compositions, ses « motifs » forment un langage composé de multiples codes: amalgames d'écritures rappelant les modes de composition des poèmes classiques perses, gamme colorée réduite a des couleurs sourdes et subtiles, papiers Kraft rappelant les architectures de terre séchée d'Ispahan ; blocs de textes, silhouettes, héritages remaniés de manuscrits anciens.
L'écriture de Reza Abedini montre une volonté de penser et d'affirmer un graphisme perse contemporain, résidant essentiellement dans sa manière de travailler la typographie. Il redessine et modernise les polices classiques de l'alphabet arabe. L’art calligraphique est considéré comme l'un des arts appliqués les plus aboutit de l’Islam. C'est un élément majeur qui supplante l'image, les mots et les images s’entremêlent pour ne faire qu’un, les lettres deviennent illustrations. On ne peut saisir le sens du graphisme iranien sans prendre en compte l’importance du texte pour cette culture.
Malgré le fait qu'il soit issu d'un pays musulman et influencé par son histoire très riche en matière de calligraphie, Reza Abedini ne se considère en aucun cas comme calligraphe. Il mélange dans son travail les codes de l’art contemporain et les calligraphies perses, pour créer ce qu’il appelle la « persianité ».
Abedini travaille notamment sur l'affichage, le poster, mais aussi la photographie, le logo, dans l'illustration, le design (des livres entre autres), et l'édition.

## Expositions
- 2001 : In The Opposite Direction(Visual experiments) : Iran
- 2001 : In The Beginning (Poster exhibition) : Iran
- 2002 : Return (Visual experiments) : Iran
- 2002 : The Answer? (Poster exhibition) : Iran
- 2004 : Sia Mashgh Iran
- 2003 : Honorable Mention/ Colorado International Invitational Competition : USA
- 2004 : Graphic Design Exhibition Qatar
- 2004 : Special Prize/ The Firt China International Poster Annual : Chine
- 2004 : Photo+Graphic : Iran
- 2005 : Poster exhibition:Turquie
- 2005 : Poster exhibition at L.A.U : Lebanon
- 2005 : Book Look (Book Design exhibition)/Artazart Gallery/Paris : France[5]
- 2005 : Sima (Virtual Poster exhibition) : Iran
- 2008 : Galerie Anatome, Paris[6]

## Activités
- Auteur et critique depuis 1990
- Éditeur, directeur et directeur artistique de plusieurs magazines graphiques et expositions depuis 1992
- Membre fondateur du 5th Color group
- Membre de l'équipe professionnelle scientifique de l'université de Téhéran depuis 2005
- Responsable de la section d’art du magazine Manzar[2]

## Ouvrages
- Manzar Visual Book/ Nazar Pub./ 1998
- Poster collection/ Kanoon informatics/ 2000
- A Tail of Dwarf and Lankier/ Nei Pub./ 2001
- On the Opposite Direction/ 2002
- Autobiographic/2002
- Print Marking (source book for Art schools in Iran)/ 2003
- In the beginning/ Rozaneh Pub./ 2003
- Reza Abedini, Reza Abedini, Paris, Pyramid, coll. « Design & Designer », janvier 2004, 120 p. (ISBN 2-910565-86-6)
- (en) Reza Abedini et Hans Wolbers, New Visual Culture of Modern Iran, Amsterdam, Bis, 2006, 159 p. (ISBN 90-6369-097-5)
- Vision of design : Reza Abedini/ Index Book/ 2007

## Prix et honneurs
- 2006 : prix du Prince Claus par la fondation néerlandaise Prince Claus[7]
- 2005 : Gold award à la triennale de posters de Hong Kong[8]